# Heinrich Dick

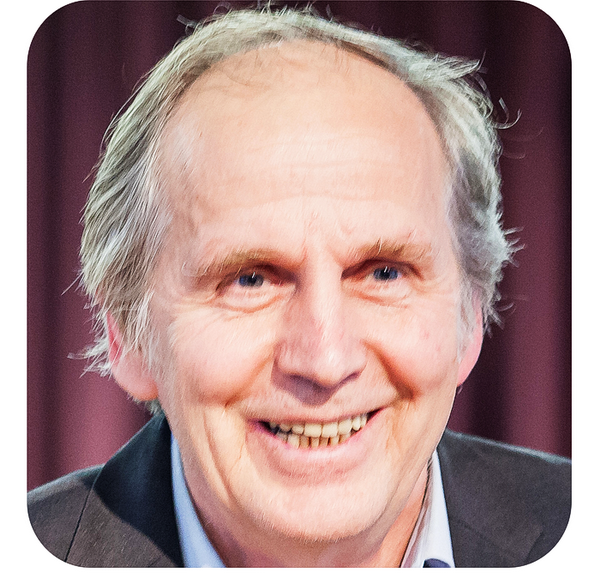
Heinrich Dick

Heinrich (Gennady) Dick (* 22. Februar 1955 im Dorf Leninpol [heute Bakaiata], Oblus Talas, Kirgisistan, UdSSR; † 2. Mai 2024 in Oerlinghausen) war ein russisch-deutscher Prosaiker, Dichter, Dramatiker, Verleger, Übersetzer und Journalist. Er war Mitglied der Internationalen Akademie für Literatur und Kunst der Ukraine und der Akademie für russische Literatur Russlands. Er schrieb Gedichte, Prosa und Theaterstücke in deutscher und russischer Sprache, übersetzte Gedichte aus dem Ukrainischen und Russischen ins Deutsche und vom Deutschen ins Russische.

## Leben
Dick wurde in einem Mennoniten-Dorf geboren, in dem die Leute zu Hause Plautdietsch sprachen. Seine Mutter und sein Vater beherrschten fließend die literarische deutsche Sprache. Die Mutter arbeitete in einer Kolchose und war Hausfrau, der Vater arbeitete als Chauffeur und war später in Kasachstan Leiter eines Kfz-Betriebs. Im Jahr 1993 zog Heinrich Dick mit seiner Familie nach Deutschland und war dort ab 1998 aktiv im literarischen Leben tätig. Er schrieb zuerst Geschichten und Artikel für verschiedene Zeitungen und Zeitschriften in russischer Sprache.
Im Jahr 1999 war er kurz Chefredakteur des russischsprachigen Magazins „Freundin“. Und als andere Autoren begannen, seine Werke aktiv ins Deutsche zu übersetzen, versuchte Heinrich Dick, selbst in dieser Sprache zu schreiben. Von 2010 bis 2013 war er 1. Vorsitzender des Literaturkreises der Deutschen aus Russland. Er gründete im Juni 2010 den Verlag Deutsche aus Russland und veröffentlichte eine Reihe von Büchern auf Deutsch: Moderne Literatur Russlands, Märchen heute. Später setzte er seine Arbeit an der Übersetzung und Ausgabe von Büchern von Autoren aus der ehemaligen Sowjetunion in Deutschland fort und das Projekt erhielt den Namen „Heinrich Dick Verlag“. Bei dieser Arbeit unterstützte ihn der Verein Forum Russische Kultur e. V., Gütersloh. Seit 2009 hat Dick Literaturwettbewerbe organisiert und durchgeführt, an denen Schriftsteller aus aller Welt, die in russischer und deutscher Sprache schreiben, teilgenommen haben, und er hat mit Einsatz von einigen Verlagen in Deutschland mehr als 50 Bücher herausgegeben. In Russland haben zwei Verlage neun seiner Bücher in russischer Sprache mit Krimis, Gedichten, Märchen, Humoresken und Theaterstücken veröffentlicht. Im Jahr 2016 wurde Heinrich Dick als Schriftsteller in eine Liste der bekanntesten Personen, die an der Staatlichen Universität Perm (Russland) ein Studium absolviert haben, aufgenommen. Auch in der Ukraine war er erfolgreich: Seit 2018 haben drei Verlage fünf seiner Bücher in ukrainischer Sprache gedruckt. Im Januar 2019 kam das Märchenbuch „Die unglaublichen Abenteuer der Waldfee Agaya und ihrer Freunde“ in der Übersetzung des ukrainischen Dichters Kamenjuk in den Druck. Ein Teil der gesamten Auflage, die Winnyzjas regionale Rada bezahlte, wurde an die Kinder-Bibliotheken in den ukrainischen Gebieten Wolhynien, Winnyzja und Lwiw verteilt. Im Oktober des Jahres 2019 war Dick Ehrengast und Jurymitglied des internationalen Festivals und Wettbewerbs „Podilska Lyalka“ in Winnyzja (Ukraine), wo sein Stück „Die Flussfee Agaya“ uraufgeführt wurde. Im Jahr 2021 gab die Akademie der Ukraine eine Sammlung seiner Märchen für Erwachsene und Kinder heraus. An der Übersetzung der Werke ins Ukrainische war der Leiter der Akademie beteiligt, der bei der Veröffentlichung des Buches eine lange Rezension darüber verfasste. Einige von Dicks Büchern wurden ins Tadschikische, Usbekische, Kirgisische, Türkische und in andere Sprachen übersetzt und kamen in diesen Ländern als Bücher heraus oder wurden in Literaturzeitschriften veröffentlicht.
Im Jahr 2021 wurde Heinrich Dick ein Mitglied der „Gruppe 48“ und bereitete mit Autoren aus Deutschland und anderen Ländern Europas und Mittelasiens die Herausgabe des Almanachs Farben in deutscher Sprache vor. Seine Gedichte auf Deutsch, humorvolle Texte und Aphorismen, wurden in einigen deutschen Buchreihen veröffentlicht oder kamen als einzelne Bücher heraus.

## Auszeichnungen

### Literarische Auszeichnungen (Russland)
- Urkunde und Anton-Tschechow-Medaille des Moskauer Schriftstellerverbandes, Oktober 2012.
- Goldene Feder Russland 2013.
- Grand-Prix-Urkunde und ein Becher mit Beschriftung und Lew-Tolstoi-Medaille für höhere literarische Qualität des Buches "Schljpniy jbiley" 2016.
- Urkunde von dem Fond für die russische Sprache 2016.

### Literarische Auszeichnungen in der Ukraine
- Preisträger des Internationalen Literaturpreises Triumph 2020.
- Preisträger des Internationalen Literaturpreises Garten der göttlichen Lieder 2021

## Veröffentlichungen
- Der rote Ahorn. Lichtzeichen Verlag, 2006, ISBN 3-936850-42-9.
- Die fremde Braut. Lichtzeichen Verlag, 2008, ISBN 978-3-936850-94-9.
- Gaya, die Fee des Flusses. Verlag Deutsche aus Russland, 2012, ISBN 978-3-9814966-4-2.
- Aber der Regen ist noch russisch! Seemann Publishing, 2016, ISBN 978-1-5406-0828-4.
- Morde und Intrigen. Seemann Publishing, 2017, ISBN 978-1-5204-2442-2.
- Die Liebe, die Liebe – ein einfaches Wort. Epubli, 2020, ISBN 978-3-7531-0539-0.